# Сапата, Эмилиано

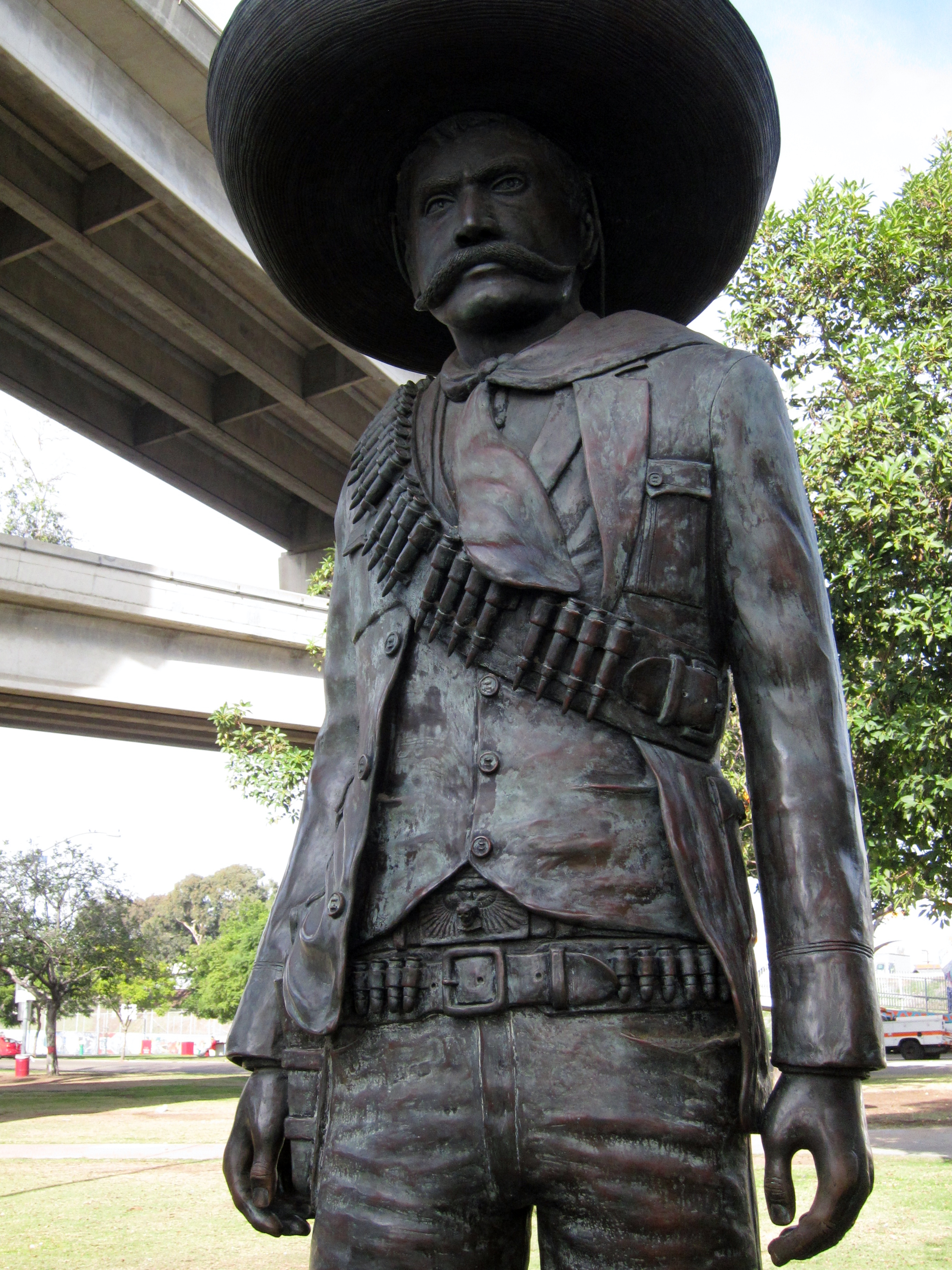
Памятник в Сан-Диего (США).

Эмилиа́но Сапа́та Саласа́р (исп. Emiliano Zapata Salazar, 8 августа 1879[…], Аненекуилько, Морелос — 10 апреля 1919[…], Морелос) — мексиканский политический и военный деятель эпохи революции, предводитель восставших крестьян юга страны против диктатуры Порфирио Диаса. Является одним из национальных героев Мексики. Младший брат Эуфемио Сапаты.

## Биография

### Ранние годы
Родился 8 августа 1879 года в Аненекуилько, штат Морелос. Его родителями были Габриэль Сапата и Клеофас Салазар, он был девятым из десяти их детей. Вопреки популярной легенде, Сапата были хорошо известной и достаточно состоятельной семьёй. У него было шесть сестер (Сельса, Рамона, Мария де Хесус, Мария де ла Лус, Ховита и Матильда) и три брата: Педро, Эуфемио (который также дослужился до генерала во время революции) и Лорето.

### Мексиканская революция
Во время революции в Мексике разрабатывал проект аграрной реформы, известной под названием «Плана Айялы» (предусматривала ликвидацию крупной земельной собственности за выкуп и наделение землёй крестьян). За осуществление этого плана он боролся на протяжении всей революции. Обладая незаурядными военными способностями, сыграл большую роль в свержении контрреволюционного правительства Викториано Уэрты.
В марте 1911 года возглавил восстание в штате Морелос. Командовал войсками в битве при Куаутле в 1911 году. В декабре 1914 — июле 1915 гг. (с перерывами) отряды Сапаты (Армия освобождения юга), совместно с войсками Панчо Вильи, занимали столицу Мексики Мехико.
Под давлением широкого крестьянского движения в мексиканскую конституцию 1917 года был внесён ряд пунктов, отражавших интересы крестьянства.

### Убийство Сапаты
10 апреля 1919 года Сапата был убит Хесусом Гуахардо по приказу генерала Пабло Гонсалеса. Штаб его армии размещался в городке Тлальтисапан, между Куаутлой и Куэрнавакой. Понимая, что Сапата — это тот стержень, сломав который, можно будет сломать организованное сопротивление центра и юга страны, Карранса приказал генералу Пабло Гонсалесу любым способом устранить Сапату. Тот в свою очередь, разработал план, смысл которого состоял в том, что полковник Хесус Гуахардо инсценировал недовольство президентом Венустиано Каррансой и якобы желание перейти на сторону Сапаты, со своими людьми, прихватив с армейских складов оружие и боеприпасы. Не поверив ему вначале, Саласар устроил проверку, послав в бой против федеральных войск. С согласия Гонсалеса и Каррансы Гуахардо напал на отряд федералов и убил 50 человек. После этого, поверив ему, Сапата договорился о встрече на асьенде Сан Хуан Чинамека, между своим родным городом Аненекуилко и штаб-квартирой армии Юга Тлальтисапаном.
К моменту прибытия Саласара там уже ждала засада. Оставив основную часть отряда на окраине посёлка, Сапата с несколькими людьми подъехал к воротам, и ударил в колокол, сигнализируя о своем приезде. Это также был сигнал и стрелкам, засевшим на крыше асьенды. Последовал оружейный залп. Раненый, он успел схватиться за рукоять револьвера, но его конь упал замертво, придавив седока, и повторный залп окончательно добил Сапату.

## Наследие
Эмилиано Сапате приписывают знаменитую фразу «Лучше (или предпочитаю) умереть стоя, чем жить на коленях» (исп. Es mejor morir de pie que vivir toda una vida arrodillado), которую повторила Долорес Ибаррури во время Гражданской войны в Испании в более ёмкой и известной формулировке (исп. Más vale morir de pie que vivir de rodillas). Эту фразу приписывают также Эрнесто Че Геваре.
Сапате приписывают также другие высказывания:
- Невежество и мракобесие никогда не создавали ничего, кроме толп рабов для тирании.
- Лучше смерть в бою, чем жизнь раба.

## Кинематограф
Образ мексиканского революционера неоднократно привлекал внимание кинематографистов всего мира.
- 1914 — Банда Сапаты (Германия, реж. Петер Урбан Гад), в главной роли — Фред Иммлер.
- 1952 — Вива, Сапата! (США, реж. Элиа Казан), в главной роли — Марлон Брандо.
- 1970 — Эмилиано Сапата (Мексика, реж. Фелипе Касальс), в главной роли — Антонио Агилар.
- 1982 — Красные колокола. Фильм 1. Мексика в огне (СССР-Мексика-Италия, реж. Сергей Бондарчук), в роли Сапаты — Хорхе Луке.
- 2003 — Вива Сапата! (Бразилия—Испания, реж. Луис Карлос Ласерда).

## Память
Именем Сапаты назван целый ряд населённых пунктов в Мексике:
- Эмилиано-Сапата — город в штате Агуаскальентес.
- Эмилиано-Сапата — муниципалитет в штате Веракрус, с административным центром в городе Дос-Риос.
- Эмилиано-Сапата — муниципалитет в штате Идальго;
- Эмилиано-Сапата — город и административный центр вышеназванного муниципалитета.
- Эмилиано-Сапата — посёлок в штате Кампече.
- Эмилиано-Сапата — муниципалитет в штате Морелос;
- Эмилиано-Сапата — город и административный центр вышеназванного муниципалитета.
- Эмилиано-Сапата — муниципалитет в штате Табаско;
- Эмилиано-Сапата — город и административный центр вышеназванного муниципалитета.
- Эмилиано-Сапата — муниципалитет в штате Чьяпас.

Его имя высечено золотыми буквами (бронзой с позолотой) на Стене почёта в зале заседаний Палаты депутатов мексиканского Конгресса.